# Katrine Aalerud
Katrine Aalerud (Vestby, 4 december 1994) is een Noorse wielrenster.

## Carrière
Aalerud reed in 2017 bij de Noorse wielerploeg Hitec Products en in 2018 en 2019 bij het Deense Team Virtu. Vanaf 2020 kwam ze vier jaar uit voor het Spaanse Movistar Team. Vanaf 2024 rijdt ze voor Uno-X. In 2020 en 2021 werd ze Noors kampioene in het tijdrijden. In juni 2023 won ze het eindklassement van de Ruta del Sol.
In juli 2021 nam Aalerud namens Noorwegen deel aan de Olympische Zomerspelen 2020 in Tokio; ze werd 20e in de tijdrit en 37e in de wegwedstrijd.

## Palmares
2016

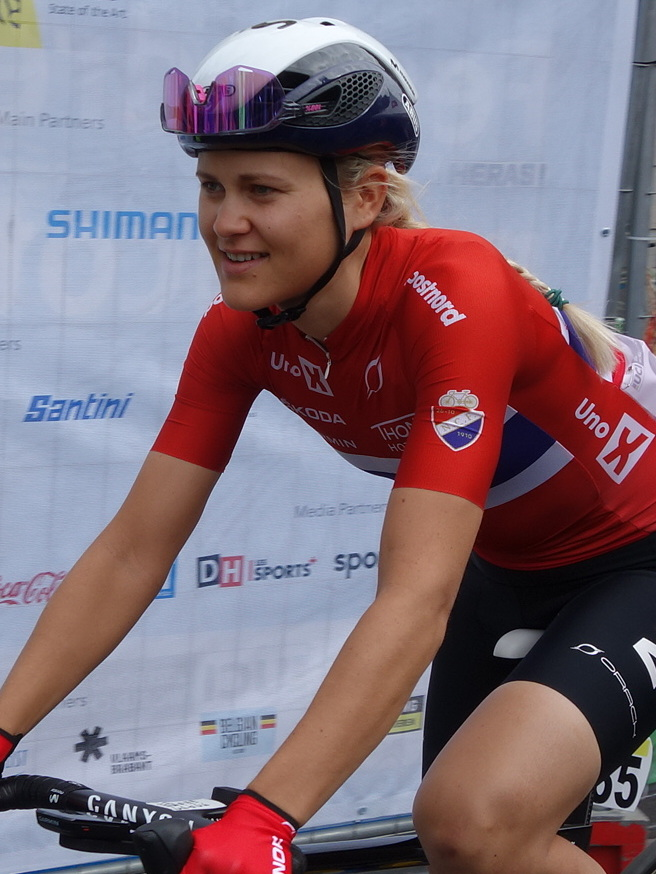
Aalerud tijdens het WK 2021 in Antwerpen.

 Noors kampioenschap op de weg
2017
 Noors kampioenschap op de weg
 Noors kampioenschap tijdrijden
2019
 Noors kampioenschap tijdrijden
2020
 Noors kampioene tijdrijden
2021
 Noors kampioene tijdrijden
2022
 Noors kampioenschap tijdrijden
2023
Eindklassement Ruta del Sol
 Noors kampioenschap op de weg
2024
 Noors kampioene tijdrijden
2025
 Noors kampioene tijdrijden

### Resultaten in voornaamste wedstrijden
| Jaar | Ronde van Italië | Ronde van Frankrijk | Ronde van Spanje |
| ---- | ---------------- | ------------------- | ---------------- |
| 2016 |                  |                     |                  |
| 2017 | opgave           |                     |                  |
| 2018 | 18e              |                     |                  |
| 2019 | 64e              |                     |                  |
| 2020 | 16e              |                     | 22e              |
| 2021 | 20e              |                     |                  |
| 2022 |                  |                     | 42e              |
| 2023 |                  |                     |                  |
| 2024 | 33e              | 25e                 |                  |
| 2025 | 10e              | opgave              | 19e              |

| Jaar | Milaan-San Remo | Amstel Gold Race | Luik-Bast.‑Luik | Trofeo Alfredo Binda | Brabantse Pijl | Waalse Pijl |  | WK op de weg |
| ---- | --------------- | ---------------- | --------------- | -------------------- | -------------- | ----------- |  | ------------ |
| 2016 |                 |                  |                 |                      |                |             |  | 39e          |
| 2017 |                 | 38e              | 20e             | 32e                  |                | 21e         |  | opgave       |
| 2018 |                 | opgave           |                 |                      |                |             |  | opgave       |
| 2019 |                 | opgave           | 62e             | 23e                  |                |             |  | 40e          |
| 2020 |                 |                  | 9e              |                      |                | 11e         |  | 24e          |
| 2021 |                 | 11e              | 21e             | 36e                  | 18e            | 15e         |  | 83e          |
| 2022 |                 | opgave           | 51e             | 15e                  | opgave         | 48e         |  | opgave       |
| 2023 |                 |                  |                 | opgave               | 65e            |             |  | opgave       |
| 2024 |                 |                  | 33e             |                      |                | 14e         |  | 39e          |
| 2025 | 23e             | 12e              | 37e             | 24e                  |                |             |  |              |

## Ploegen
- 2017 -  Hitec Products
- 2018 -  Team Virtu
- 2019 -  Team Virtu
- 2020 -  Movistar Team
- 2021 -  Movistar Team
- 2022 -  Movistar Team
- 2023 -  Movistar Team
- 2024 ―  Uno-X Mobility
- 2025 ―  Uno-X Mobility

Aalerud · Andersen · Becker · Bjørnsrud · Frapporti · Gaskjenn · Gotaas Johnsen · Hatteland Lima · Heine · Hoeksma · Kessler · Moberg · Thorsen
Aalerud · Guarischi · Koster · Kröger · Moberg · Pawłowska · Penton · Schmidt · Schweizer · Siggaard · Villumsen
Aalerud · Bastianelli · Bertizzolo · Guarischi · Koster · Kröger · Krogsgaard · Moberg · Neylan · Pawłowska · Penton · Schmidt · Siggaard
Aalerud · Biannic · Erić · González · Guarischi · Gutiérrez · Merino · Oyarbide · Rodríguez · Teruel
Aalerud · Biannic · Erić · González · Guarischi · Gutiérrez · Martín · Norsgaard · Oyarbide · Rodríguez · Teruel · Thomas · Van Vleuten
Aalerud · Biannic · Erić · Gigante · González · Guarischi · Gutiérrez · Martín · Norsgaard · Oyarbide · Patiño · Rodríguez · Sierra · Van Vleuten
Aalerud · Biannic · Bjerg · Erić · Gigante · González · Gutiérrez · Lippert · Mackaij · Martín · Meijering (vanaf 1/5) · Oyarbide · Patiño · Rodríguez · Sierra · Van Vleuten
Aalerud · Ahtosalo · Andersen · Anderson · Barker · Beekhuis · Berg Edseth · Boilard · Confalonieri · Dideriksen · Koerner · Koster · Leth · Lowden · Olausson · Bjørndal Ottestad · Ysland
Aalerud · Aasebø · Ahtosalo · Andersen · Anderson · Barker · Beekhuis · Berg Edseth · Boilard · Confalonieri · Gåskjenn · Gjertsen · Greve · Koerner · Koster · Bjørndal Ottestad · Ysland · Zanetti